# Reuven Abergel
Pour les articles homonymes, voir Abergel.
Reuven Abergel (se prononce /ʁøvɑ̃/ en français ; en hébreu : ראובן אברג'ל, en arabe : رَؤوبين أبيرجل) né le 26 décembre 1943 à Rabat au Maroc, est le fondateur et chef de file du mouvement des Panthères Noires en Israël.